# Bierpinsel
Bierpinsel (doslova pivní štětec) je název pro brutalistickou stavbu, která se nachází v hlavním městě Německa, Berlíně. 46 m vysoká věž se nachází v místní části Steglitz, na křižovatce ulic Schloßstraße a Schildhornstraße. Ke své přezdívce přišla již během stavby, protože podle Berlíňanů tvarem připomínala holicí štětec.
Původní myšlenka této stavby se objevila již v roce 1966. Věž byla vybudována v letech 1972 až 1976. Vznikla podle projektu architektů Ralfa Schülera a Ursuliny Schüler-Witte, kteří rovněž projektovali Mezinárodní kongresové centrum Berlín. Původně měla mít podobu stromu, úprava návrhu však vyústila do podoby, pro který se vžil název pivního půllitru. Stavební práce provázely komplikace, předně proto, že původní investor neměl dostatek finančních prostředků na realizaci věže. Projekt nakonec převzala městská firma. Uvnitř objektu se nacházely restaurace a noční klub. Velká část podniků však zbankrotovala a nové se nepodařilo udržet v černých číslech. V roce 2006 byla věž odkoupena soukromým investorem, který se rozhodl ji rekonstruovat. Původní restaurace s interiérem ve stylu art deco byla nahrazena klasičtějším zařízením. 
V letech 2002 až 2003 byla věž uzavřena, poté se zde nacházel hudební klub. Po roce 2006 byla opět prázdná.
Původně nápadná červená fasáda stavby byla v roce 2010 nahrazena pestrobarevnými barvami. Uvnitř byla rovněž umístěna výstava na téma street artu. V srpnu 2017 byla nemovitost nabídnuta k prodeji na internetových stránkách Sotheby's za 3,8 milionu EUR.